# John George des Réaux Swayne
Sir John George des Réaux Swayne, britanski general, * 1890, † 1964.